# Нэнси Дрю и тайна ранчо «Тени»
«Нэнси Дрю и тайна ранчо „Тени“» (англ. The Secret at Shadow Ranch) — повесть, пятая книга в серии о приключениях девушки-детектива Нэнси Дрю, написанной Милдред Бенсон под псевдонимом Кэролайн Кин. История впервые появилась из печати на английском языке в 1931 году. Согласно Publishers Weekly, эта книга в 2001 году заняла 50-е место в списке бестселлеров детских книг всех времён с продажами 2 347 750 экземпляров с 1931 года.
В 2004 году на основе сюжета книги компания Her Interactive создала десятую компьютерную игру-квест из серии «Нэнси Дрю» под названием «Нэнси Дрю. Тайна ранчо теней».

## Сюжет

### Вариант 1931 года
В этой книге читатель знакомится с друзьями Нэнси — сёстрами Элизабет «Бесс» Марвин и Джордж Фэйн. Девушки по характеру противоположны друг другу: Джордж — храбрая, спортивная пацанка, а Бесс — любительница шопинга и не отличается храбростью. Их кузина Элис Реджор едет с Нэнси на ранчо дяди и тёти в Аризоне, которое те пытаются сохранить, получив в качестве оплаты долга. Нэнси удаётся устроить встречу Элис с её отцом-художником, страдающим амнезией. Также она узнаёт, почему пожилая жительница гор является опекуном красивой молодой девушки, наслаждается сельской жизнью, ездит верхом, ночует в горах и сталкивается со львом.

### Вариант 1965 года
Нэнси с подругами Бесс и Джордж едет на ранчо «Тени» возле Финикса (Аризона). Ранчо грозит закрытие из-за призрака белой лошади, появление которой всякий раз приносит разрушения. Найдя в карманных часах послания о зелёной бутылке и картине, девушки видят в этом подсказку к тайне потерянных сокровищ Дирка Валентайна. Улики приводят Нэнси к старинному индейскому домику, заключённому, сундуку с золотыми сердцами, банде воров и прочим опасностям. В этом варианте произведения биография сестёр представлена подробнее, а героини участвуют в жизни ранчо с парнями своего возраста.

## Фактические ошибки
Во втором варианте книги упоминается Нэд Никкерсон, который находится в Европе, тогда как его встреча с Нэнси происходит двумя книгами позднее — в #7 «Ключ в дневнике» (англ. The Clue in the Diary). В первой главе сказано, что Нэнси вяжет свитер для своего бойфренда Нэда. В последней главе Джордж упоминает этот свитер и Нэда. В переизданиях эту ошибку исправили, заменив имя Нэда на имя отца Нэнси — Карсона Дрю. Однако, упоминание о Нэде, находящемуся в Европе, осталось, и читатель остаётся в неведении о его личности, поскольку нигде больше в тексте имя Нэда не упоминается.

## Перевод на русский язык
- Кэролайн Кин. Тайна ранчо Тени / перевод И. Гуровой. — повесть. — М.: Московская штаб-квартира Международной ассоциации детективного и политического романа, 1992. — С. 3—110. — 320 с. — ISBN 5-85275-038-7.